# Alžběta Jugoslávská
Princezna Alžběta Jugoslávská (srbsky: Jelisaveta Karađorđević/Јелисавета Карађорђевић; * 7. dubna 1936 Bělehrad) je členka královské dynastie Karađorđevićů, aktivistka za lidská práva a bývalá kandidátka na prezidentku Srbska. Jugoslávie zrušila svou monarchii v roce 1943 a od té doby se rozpadla na mnoho republik.

## Biografie
Princezna Alžběta se narodila v Bílém paláci v Bělehradě jako třetí dítě a jediná dcera prince Pavla Jugoslávského (jugoslávský princ regent v letech 1934 až 1941) a princezny Olgy Řecké a Dánské. Její starší bratři byli princ Nikolas a princ Alexandr Jugoslávský. První si vzal Marii Piu Savojskou a druhý princeznu Barboru z Lichtenštejna. Z otcovy strany je sestřenicí z druhého kolene královny Sofie Španělské a krále Karla III. Britského, a z matčiny strany sestřenicí prince Edwarda, vévody z Kentu, a jeho sourozenců, prince Michaela z Kentu a princezny Alexandry, ctihodné lady Ogilvy. Z matčiny strany je také sestřenicí z třetího kolene krále Viléma-Alexandra Nizozemského. Je zároveň prapravnučkou Karađorđa, který zahájil první srbské povstání proti Turkům v roce 1804.
Její kmotrou a jmenovkyní byla její teta z matčiny strany princezna Alžběta Řecká a Dánská.
Je podnikatelkou a spisovatelkou. Je autorkou čtyř pohádkových knih pro děti a vytvořila dva parfémy jménem „Jelisaveta“ a „E“. Trvale se usadila v Bělehradě a žila ve vile „Montenegrina“, kterou vlastnila její matka, princezna Olga, manželka prince regenta Pavla. Vila byla v roce 2018 princeznou prodána.

## Vzdělání
Princezna Alžběta byla vzdělávána v Keni, ve Spojeném království a ve Švýcarsku, nakonec vystudovala dějiny výtvarného umění v Paříži. Mluví anglicky, francouzsky, španělsky, italsky a srbsky.

## Manželství
Princezna Alžběta byla vdaná za Howarda Oxenberga (1919–2010), americko-židovského výrobce šatů a blízkého přítele rodiny Kennedyových. Vzali se 21. ledna 1961 a rozvedli se v roce 1966. Mají dvě dcery (a tři vnučky):
- Catherine Oxenbergová (* 22. září 1961) se v červenci 1998 krátce provdala za Roberta Evanse a o devět dní později nechala manželství anulovat. Dne 8. května 1999 se provdala za Caspera Van Diena. Měli dvě dcery a rozvedli se v roce 2015. Má také dceru z předchozího vztahu, narozenou v roce 1991.
  - India Riven Oxenbergová (* 7. června 1991)
  - Maya Van Dienová (* 20. září 2001)
  - Celeste Alma Van Dienová (* 3. října 2003)
- Christina Oxenbergová (* 27. prosince 1962) se v květnu 1986 provdala za Damiana Elwese. Později se rozvedli.[10]

Dne 23. září 1978 se podruhé provdala za Neila Balfoura z Dawycku (* 1944). Byl vnukem Alexandra Balfoura. Rozvedli se v listopadu 1978. Mají jednoho syna (a čtyři vnučky):
- Nicholas Augustus Roxburgh Balfour (* 6. června 1970) se v roce 2000 oženil s jonkvrouw Stéphanie de Brouwer (* 1971). Mají čtyři dcery:
  - Indie Lily Balfourová (* 17. října 2002)
  - Gloria Elizabeth Balfourová (* 11. listopadu 2005)
  - Olympia Rose Balfourová (* 27. června 2007)
  - Georgia Veronika Stefania Balfourová (* 10. září 2010)

V roce 1974 byla krátce zasnoubena s hercem Richardem Burtonem, po jeho prvním rozvodu s Elizabeth Taylorovou.
Potřetí se vdala 28. února 1987 za bývalého peruánského premiéra Manuela Ulloa Elíase (1922–1992). Rozešli se v roce 1989, ačkoli manželství nebylo nikdy oficiálně rozvedeno. V roce 1992 Ulloa Elías zemřel, což z princezny oficiálně udělalo vdovu.

## Stav majetku
Po smrti krále Alexandra I. a během regentské správy (regenta prince Pavla, Radenka Stankoviće a Ivo Peroviće), která následovala, vydal okresní soud města Bělehrad dne 27. října 1938 výnos č. 0.428/34. Výnos, který se stal oficiálním zákonem 4. března 1939, prohlásil nezletilé syny krále Alexandra I. krále Petra II., prince Tomislava a prince Ondřeje, rovným dílem za dědice celého jeho majetku. To zahrnovalo veškeré nemovitosti v Dedinje: Královský palác (Starý palác) v Bělehradě, jeho okolní pozemky a lesy a Bílý palác s příslušnými domy. Dne 2. srpna 1947 Edvard Kardelj, tehdejší viceprezident Socialistické federativní republiky Jugoslávie, vydal výnos, který královské rodině Karađorđevićů všechny tyto majetky zabavil. Stalo se tak po vydání výnosu z března 1947, kterým byla rodina zbavena občanství.
Tyto výnosy byly zrušeny v roce 2001 po sesazení Slobodana Miloševiće. Nová vláda Jugoslávie vrátila všem členům královské rodiny jak jejich občanství, tak vlastnictví celého královského komplexu v Dedinje. V roce 2013 bylo oznámeno, že vila „Crnogorka“ (Černá Hora) v ulici Uzička v Dedinje bude vrácena princezně Alžbětě. Vilu v roce 1940 koupila princezna Olga a v roce 1947 ji převzal stát. Byla ve vlastnictví srbské vlády a používala se jako oficiální sídlo velvyslance Černé Hory.

## Politika
V Evropě a Americe vystoupila ve prospěch překlenutí propasti mezi etnickou nenávistí. Prostřednictvím programů Organizace spojených národů také v roce 1989 odcestovala do Vatikánu, aby požádala monsignora Taurana, tehdejšího tajemníka Svatého stolce pro vztahy se státy, aby pomohl zlepšit vztahy mezi katolickými a pravoslavnými komunitami v Jugoslávii.

Před rozpadem Jugoslávie v roce 1991 pozvala pravoslavného biskupa Savu a muftího z Bělehradu spolu s jugoslávským ministrem pro náboženské záležitosti na konferenci v Moskvě, kterou pořádal Michail Gorbačov. Jednalo se o druhé mezinárodní setkání politických a náboženských vůdců oddaných světové reformě, kterého se zúčastnila Matka Tereza, arcibiskup canterburský, dalajláma, Al Gore a Carl Sagan:
Nechápu, jak se lidé mohou cítit nadřazení lidem jiné víry nebo rasy. Taková nesnášenlivost je hluboce zakořeněna ve strachu, který pomáhá udržovat nespravedlnost a nenávist. Toto hluboké nastavení brání lidem ctít a oslavovat rozdíly v životě.
Rozhodla se kandidovat na srbskou prezidentku v srbských prezidentských volbách v roce 2004, přestože její bratranec Alexandr namítal, že by se královská rodina měla politiky stranit. Po skončení druhé světové války byla královská rodina ze země vykázána a jejich majetek zabaven. „V případě vítězství,“ prohlásila, „mojí prioritou nebude návrat monarchie, ale vytvoření skutečného státu.“ Získala 63 991 hlasů nebo 2,1 %, čímž skončila na 6. místě z patnácti kandidátů.
V roce 2002 obdržela první cenu Fóra pro jaderné odzbrojení, Demiurgus Peace International, za vynikající úspěchy na poli posilování míru mezi národy v Zugu ve Švýcarsku.

## Erb
Princezně Alžbětě byl udělen erb dne 20. června 2008. Její motto se do češtiny překládá jako Služba je láska v akci.

## Vývod z předků
|                |                                      |  |                     |                                              |  |  |  |  |  |  |  | Karađorđe Petrović |
|                |                                      |  |                     |                                              |  |  |  |  |  |  |  |                    |
|                | Alexandr Karađorđević                |  |                     |                                              |  |  |  |  |  |  |  |                    |
|                |                                      |  |                     |                                              |  |  |  |  |  |  |  |                    |
|                |                                      |  |                     | Jelena Petrović                              |  |  |  |  |  |  |  |                    |
|                |                                      |  |                     |                                              |  |  |  |  |  |  |  |                    |
|                | Arsen Karađorđević                   |  |                     |                                              |  |  |  |  |  |  |  |                    |
|                |                                      |  |                     |                                              |  |  |  |  |  |  |  |                    |
|                |                                      |  |                     | Jevrem Nenadović                             |  |  |  |  |  |  |  |                    |
|                |                                      |  |                     |                                              |  |  |  |  |  |  |  |                    |
|                | Persida Nenadović                    |  |                     |                                              |  |  |  |  |  |  |  |                    |
|                |                                      |  |                     |                                              |  |  |  |  |  |  |  |                    |
|                |                                      |  |                     | Jovanka Milovanović                          |  |  |  |  |  |  |  |                    |
|                |                                      |  |                     |                                              |  |  |  |  |  |  |  |                    |
|                | Pavel Jugoslávský                    |  |                     |                                              |  |  |  |  |  |  |  |                    |
|                |                                      |  |                     |                                              |  |  |  |  |  |  |  |                    |
|                |                                      |  |                     | Pavel Nikolajevič Demidov                    |  |  |  |  |  |  |  |                    |
|                |                                      |  |                     |                                              |  |  |  |  |  |  |  |                    |
|                | Pavel Pavlovič Demidov ze San Donata |  |                     |                                              |  |  |  |  |  |  |  |                    |
|                |                                      |  |                     |                                              |  |  |  |  |  |  |  |                    |
|                |                                      |  |                     | Eva Avrora Šarlota Šernval'                  |  |  |  |  |  |  |  |                    |
|                |                                      |  |                     |                                              |  |  |  |  |  |  |  |                    |
|                | Aurora Pavlovna Demidova             |  |                     |                                              |  |  |  |  |  |  |  |                    |
|                |                                      |  |                     |                                              |  |  |  |  |  |  |  |                    |
|                |                                      |  |                     | Pjotr Nikitič Trubeckoj                      |  |  |  |  |  |  |  |                    |
|                |                                      |  |                     |                                              |  |  |  |  |  |  |  |                    |
|                | Jelena Petrovna Trubecká             |  |                     |                                              |  |  |  |  |  |  |  |                    |
|                |                                      |  |                     |                                              |  |  |  |  |  |  |  |                    |
|                |                                      |  |                     | Jelizavěta Petrovna Trubecká                 |  |  |  |  |  |  |  |                    |
|                |                                      |  |                     |                                              |  |  |  |  |  |  |  |                    |
| Alžběta Srbská |                                      |  |                     |                                              |  |  |  |  |  |  |  |                    |
|                |                                      |  |                     |                                              |  |  |  |  |  |  |  |                    |
|                |                                      |  | Kristián IX. Dánský |                                              |  |  |  |  |  |  |  |                    |
|                |                                      |  |                     |                                              |  |  |  |  |  |  |  |                    |
|                | Jiří I. Řecký                        |  |                     |                                              |  |  |  |  |  |  |  |                    |
|                |                                      |  |                     |                                              |  |  |  |  |  |  |  |                    |
|                |                                      |  |                     | Luisa Hesensko-Kasselská                     |  |  |  |  |  |  |  |                    |
|                |                                      |  |                     |                                              |  |  |  |  |  |  |  |                    |
|                | Mikuláš Řecký a Dánský               |  |                     |                                              |  |  |  |  |  |  |  |                    |
|                |                                      |  |                     |                                              |  |  |  |  |  |  |  |                    |
|                |                                      |  |                     | Konstantin Nikolajevič Romanov               |  |  |  |  |  |  |  |                    |
|                |                                      |  |                     |                                              |  |  |  |  |  |  |  |                    |
|                | Olga Konstantinovna Ruská            |  |                     |                                              |  |  |  |  |  |  |  |                    |
|                |                                      |  |                     |                                              |  |  |  |  |  |  |  |                    |
|                |                                      |  |                     | Alexandra Sasko-Altenburská                  |  |  |  |  |  |  |  |                    |
|                |                                      |  |                     |                                              |  |  |  |  |  |  |  |                    |
|                | Olga Řecká a Dánská                  |  |                     |                                              |  |  |  |  |  |  |  |                    |
|                |                                      |  |                     |                                              |  |  |  |  |  |  |  |                    |
|                |                                      |  |                     | Alexandr II. Ruský                           |  |  |  |  |  |  |  |                    |
|                |                                      |  |                     |                                              |  |  |  |  |  |  |  |                    |
|                | Vladimír Alexandrovič Ruský          |  |                     |                                              |  |  |  |  |  |  |  |                    |
|                |                                      |  |                     |                                              |  |  |  |  |  |  |  |                    |
|                |                                      |  |                     | Marie Alexandrovna Ruská                     |  |  |  |  |  |  |  |                    |
|                |                                      |  |                     |                                              |  |  |  |  |  |  |  |                    |
|                | Jelena Vladimirovna Ruská            |  |                     |                                              |  |  |  |  |  |  |  |                    |
|                |                                      |  |                     |                                              |  |  |  |  |  |  |  |                    |
|                |                                      |  |                     | Bedřich František II. Meklenbursko-Zvěřínský |  |  |  |  |  |  |  |                    |
|                |                                      |  |                     |                                              |  |  |  |  |  |  |  |                    |
|                | Marie Meklenbursko-Zvěřínská         |  |                     |                                              |  |  |  |  |  |  |  |                    |
|                |                                      |  |                     |                                              |  |  |  |  |  |  |  |                    |
|                |                                      |  |                     | Augusta Vilemína z Reuss-Köstritz            |  |  |  |  |  |  |  |                    |
|                |                                      |  |                     |                                              |  |  |  |  |  |  |  |                    |